# 토요타 아쿠아

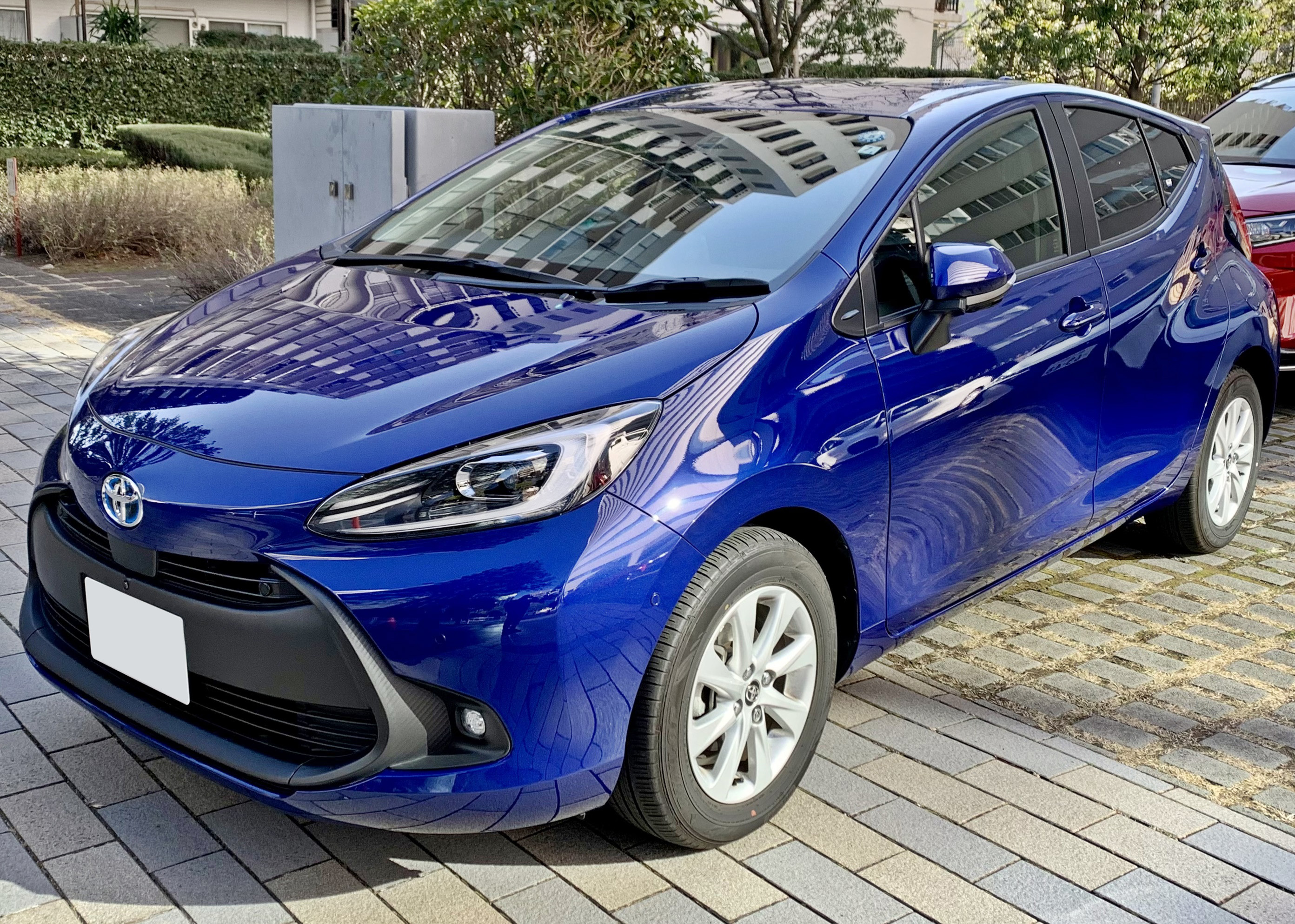
토요타 아쿠아 2세대

토요타 아쿠아(Toyota Aqua)는 토요타 자동차가 2011년 12월부터 생산 및 판매하는 하이브리드 전용 소형차이다.

## 1세대

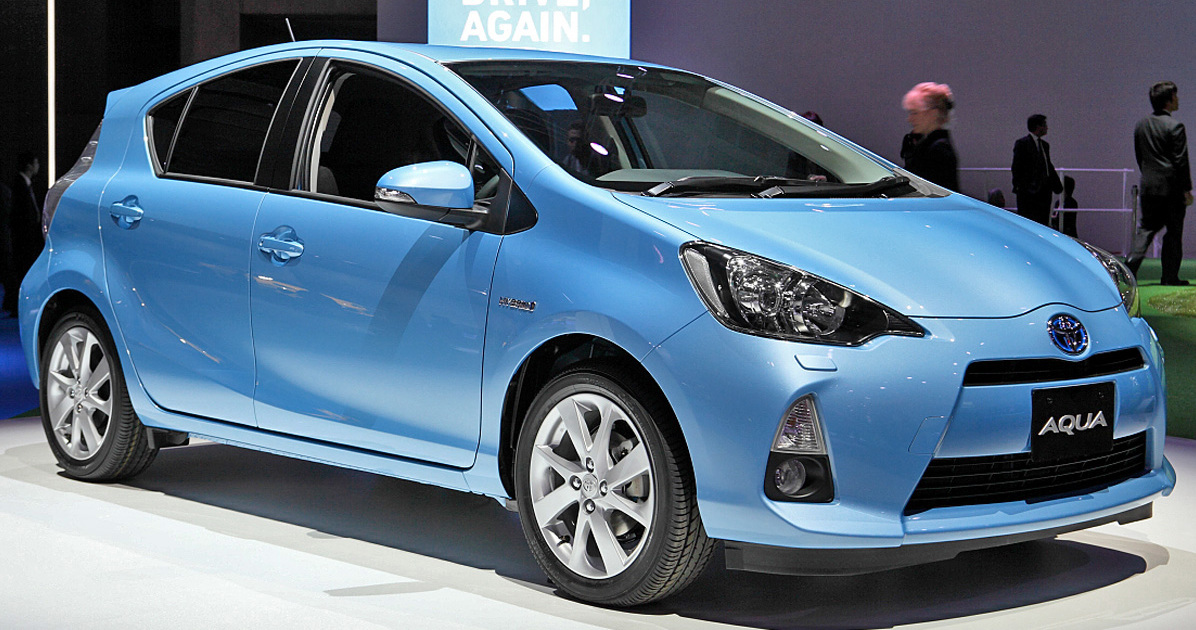
토요타 아쿠아(전기형) 정측면

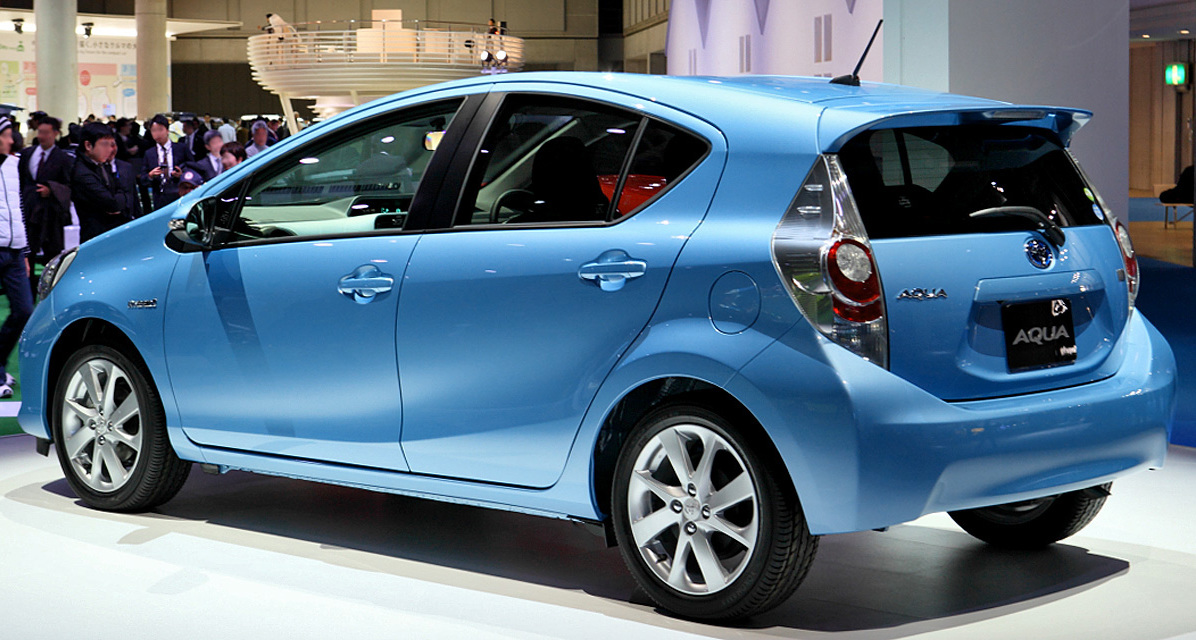
토요타 아쿠아(전기형) 후측면

2011년 12월에 출시하였으며, 3세대 프리우스의 파생 차종이다. 대한민국이나 중화민국, 북미 등지에서는 프리우스 C로 판매되고 있다. 전장이 4m를 넘지 않는 차체에 1.5L 가솔린 엔진과 대형 경량 하이브리드 시스템이 적용되었다. 연비는 L당 35.3km(일본 신 연비 모드 JC08 기준)이다.
대한민국에는 2018년 5월 14일에 프리우스 C라는 이름으로 판매를 시작했으나, 판매 부진으로 수입이 중단됐다.

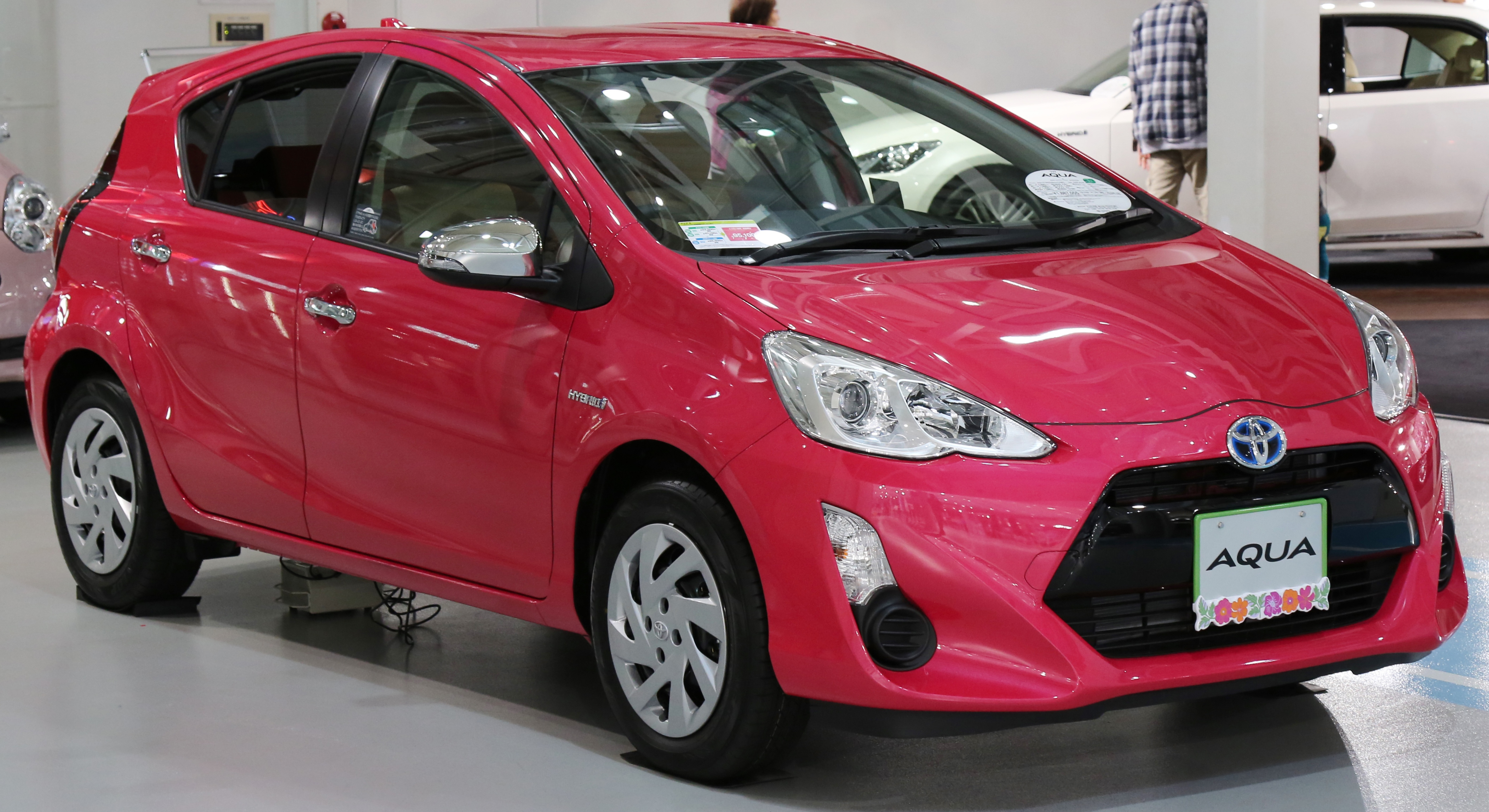
토요타 아쿠아(후기형) 정측면
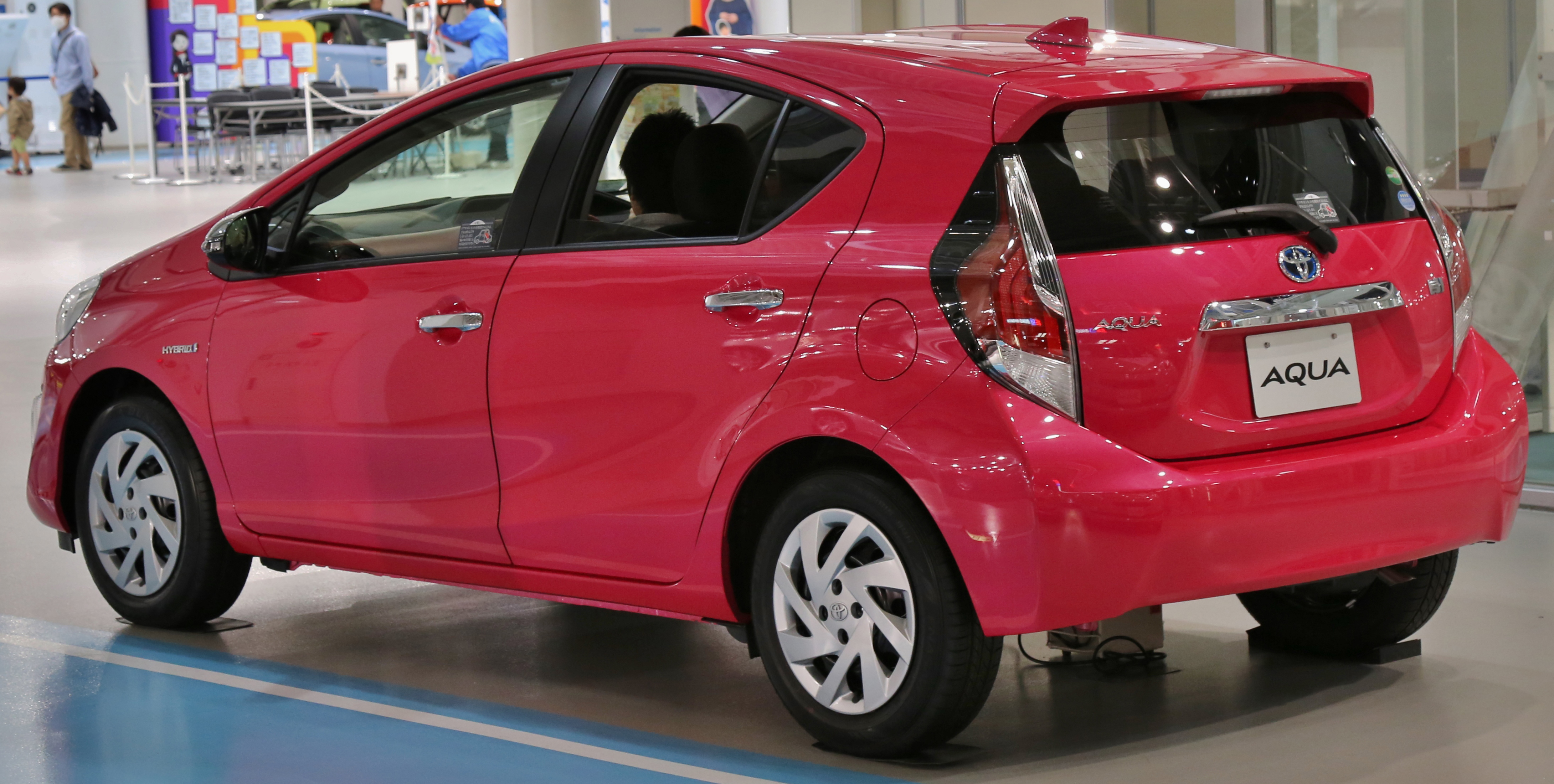
토요타 아쿠아(후기형) 정측면

## 2세대

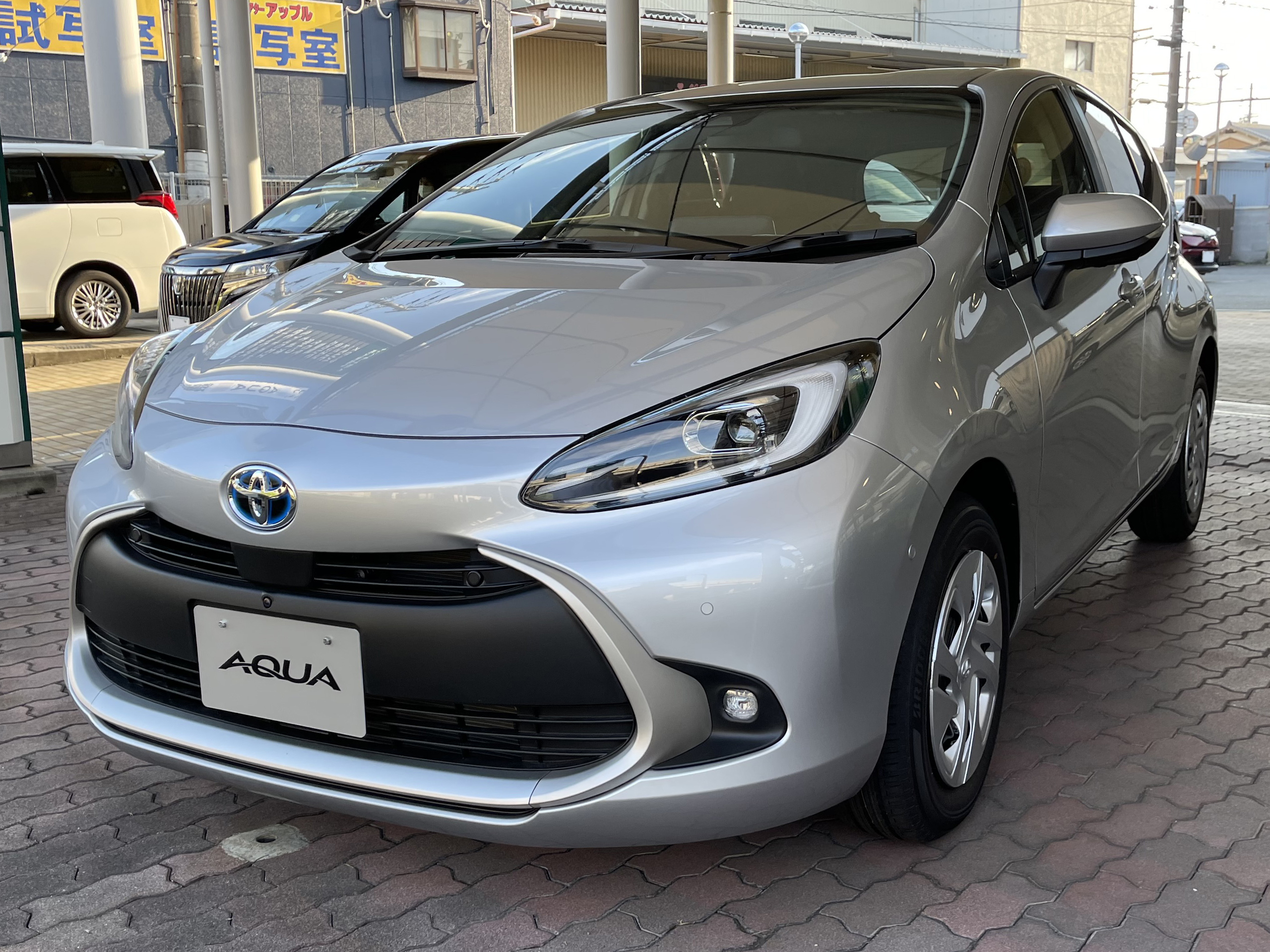
토요타 아쿠아 정측면

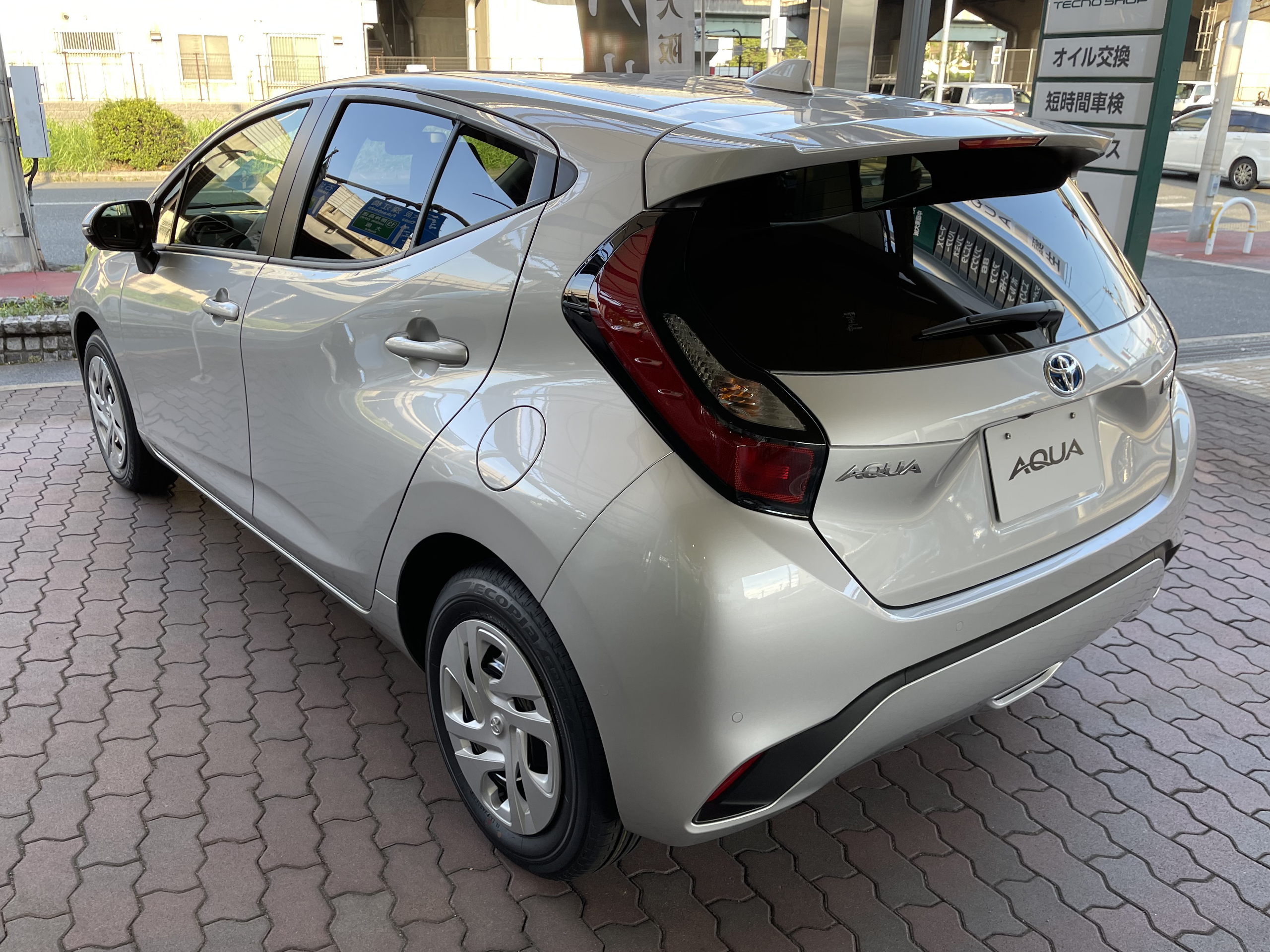
토요타 아쿠아 후측면

2021년 공개되었으며, 야리스와 GA-B 플랫폼을 공유한다.
| 구분                 | 1.5L M15A-FXE 가솔린  |
| -------------------- | --------------------- |
| 전장 (mm)            | 4,050                 |
| 전폭 (mm)            | 1,695                 |
| 전고 (mm)            | 1,485                 |
| 축거 (mm)            | 2,600                 |
| 변속기               | CVT                   |
| 서스펜션 (전/후)     | 맥퍼슨 스트럿/토션 빔 |
| 브레이크 (전/후)     | 디스크/드럼           |
| 구동 형식            | 전륜 구동             |
| 연료                 | 가솔린                |
| 배기량 (cc)          | 1,490                 |
| 최고 출력 (ps/rpm)   | 91/5,500              |
| 최대 토크 (kg*m/rpm) | 12.2/3,800~4,800      |